# Robert Higden
Robert Higden est un acteur canadien né le 13 avril 1958 à Montréal (Canada).

## Filmographie
- 1982 : Deux super-dingues : Préposé
- 1992 : Les Vaisseaux du cœur (Salt on Our Skin) d'Andrew Birkin : Vendeur de souvenirs
- 1993 : De l'amour et des restes humains (Love & Human Remains) : The Editor
- 1993 : Sweet Killing : Gas attendant
- 1993 : Vendetta II: The New Mafia (TV) : Orderly
- 1994 : Mrs. Parker et le Cercle vicieux (Mrs. Parker and the Vicious Circle) : Writer #3
- 1995 : Vents contraires (TV) : Norbert
- 1995 : Marked Man : Mailman
- 1995 : Disparu (Vanished) (TV) : Unemployed Man
- 1997 : L'Ombre de l'ours (Shadow of the Bear) (TV) : Joe
- 1997 : Whiskers (TV) : Pet Attendant
- 1997 : Habitat : Soldier #1
- 1997 : Strip Search : Customer
- 1998 : Radio Active (série TV) : Angus Noseworthy
- 1998 : Hysteria : Man at piano bar
- 1998 : Les Chroniques de San Francisco II ("More Tales of the City") (feuilleton TV) : Valued Customer
- 1999 : Bonanno: A Godfather's Story (TV) : Donovan
- 2000 : Battlefield Earth (Battlefield Earth: A Saga of the Year 3000) : Supply Clerk
- 2000 : Wilder : NRC Official
- 2001 : Dead Awake : Polygraph Technician
- 2002 : Matthew Blackheart: Monster Smasher (TV) : Zombie Family Head / Zombie #1
- 2002 : Moïse : L'Affaire Roch Thériault (Savage Messiah) : Grocery Store Owner / Clerk
- 2002 : Jack & Ella : Ted
- 2003 : Evil Breed: The Legend of Samhain : Sawney Bean
- 2003 : Séductrice malgré elle (Student Seduction) (TV) : Mr. Fiske
- 2003 : La Couleur du mensonge (The Human Stain) : Jeff Silk
- 2004 : Bad Apple (TV) : Tuckman's Guard
- 2004 : The Wool Cap (TV) : Santa Clause
- 2005 : Un plan béton (King's Ransom) de Jeff W. Byrd : Boyfriend
- 2006 : Confiance fatale (Fatal Trust) (TV) : Skip
- 2007 : Les Guêpes mutantes (Black Swarm) (TV) : Père Francis
- 2008 : "Wargames 2 interprétant le rôle du professeur Stephen Falken liens https://g.co/kgs/orWkQC
- 2020 : French Exit d'Azazel Jacobs